# Saint-Priest-les-Fougères
 Saint-Priest-les-Fougères  es una población y comuna francesa, situada en la región de Aquitania, departamento de Dordoña, en el distrito de Nontron y cantón de Jumilhac-le-Grand.

## Demografía
| 592 | 538 | 508 | 485 | 443 | 412 |
| Para los censos de 1962 a 1999 la población legal corresponde a la población sin duplicidades (Fuente: INSEE [Consultar]) |     |     |     |     |     |